# Acetonitrile
Acetonitrile là một hợp chất hữu cơ với công thức hóa học CH3CN. Chất lỏng không màu này là chất nitrile đơn giản nhất (axit xianhidric là một nitril đơn giản hơn nữa, nhưng anion cyanide không được coi là có tính hữu cơ). Nó được sản xuất chủ yếu như là một sản phẩm phụ của việc sản xuất acrylonitrile. Nó được sử dụng như một dung môi aprotic phân cực trong tổng hợp hữu cơ và trong việc tinh chế butadiene.
Trong phòng thí nghiệm, nó được sử dụng như một dung môi không phân cực, có thể hoà trộn với nước và một loạt các dung môi hữu cơ, nhưng không phải là hydrocarbon bão hòa. Nó có một dải chất lỏng thuận tiện và một hằng số điện môi cao ở mức 38.8. Với mômen lưỡng cực điện là 3.92 D, acetonitrile phân ra một loạt các hợp chất ion và không phân cực và hữu ích như là một pha di động trong HPLC và LC–MS. Khung nguyên tử N≡C−C là liên kết thẳng với khoảng cách C≡N khá ngắn, độ dài 1.16 Å.
Acetonitrile được Jean-Baptiste Dumas, một nhà hóa học người Pháp, điều chế lần đầu năm 1847.

## Ứng dụng
Acetonitrile được sử dụng chủ yếu như một dung môi trong việc tinh chế butadiene ở các nhà máy lọc dầu. Cụ thể, acetonitrile được đưa vào đầu của một cột chưng cất đầy hydrocarbon gồm cả butadiene, và khi acetonitrile rơi xuống qua cột, nó hấp thụ butadiene, sau đó được đưa từ đáy tháp lên tháp thứ hai. Nhiệt năng sau đó được sử dụng trong tháp tách để tách riêng butadiene.
Nó được sử dụng rộng rãi trong các ứng dụng liên quan đến pin điện do có hằng số điện môi cao và khả năng phân rã các chất điện li. Với các lý do tương tự, nó là một dung môi phổ biến trong điện thế tuần hoàn.